# 케빈 오세이
케빈 오세이(Kevin Osei, 1991년 3월 26일, 마르세유 ~)는 프랑스 태생의 가나인 축구 선수이다.

## 경력
케빈 오세이는 12세가 되었을 때 올랭피크 생 막시미누아에서 올랭피크 드 마르세유로 이적하였다. 그는 마르세유 유소년팀 일원으로 활동하는 동안 2008년에 획득한 U-16 샹피오나 나시오날 (Championnat National des 16 ans)의 우승 트로피를 포함하여 많은 유소년대회 트로피를 획득하였다. 당시 마르세유는 U-16팀 역사상 최초로 이 업적을 달성하였다. 그는 2009년에 "1군" 계약 (2년 리저브팀 활동 및 3년 프로팀 활동) 을 체결하며 마르세유 1군으로 승격되었다.

## 국가대표팀
케빈 오세이는 가나 축구 국가대표팀 일원이 될 의사를 밝혔다. 그는 2011년 아프리카 유소년 대회에 참가하였으나, 가나 여권 발급이 늦어져서, 가나 U-20 국가대표팀 합류에 실패하였다. 그는 현재 가나가 참여하는 모든 대회에 차출되고 있다.

## 수상
2008 : U-16 샹피오나 나시오날